# Auferstehungskirche (Jassinja)

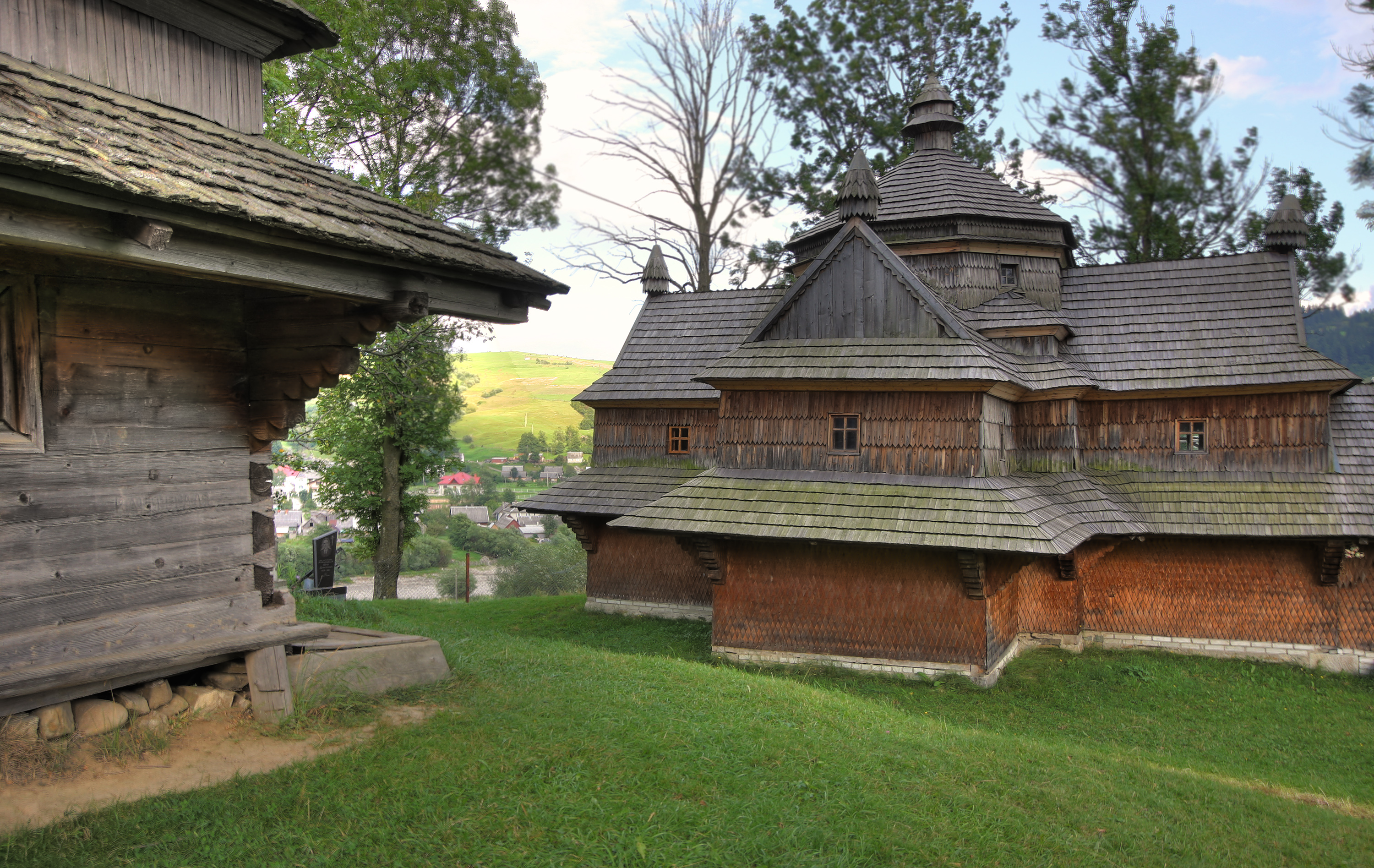
Ansicht mit Glockenturm (links, 2010)

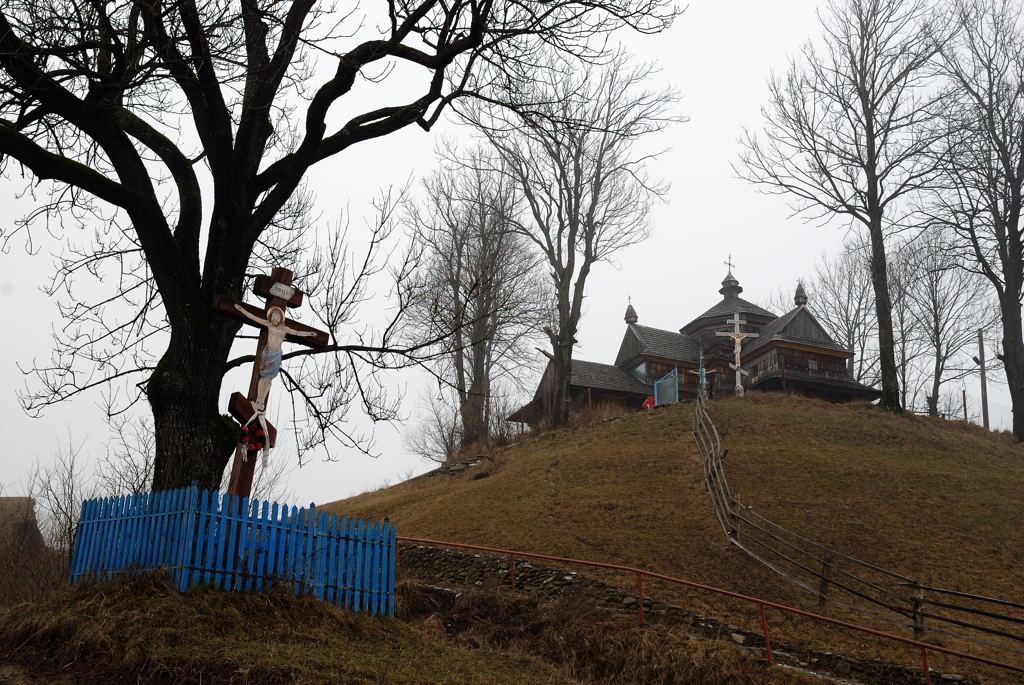
Lage der Kirche

Die Auferstehungskirche (ukrainisch Церква Вознесіння Господнього Zerkwa Wosnessinnja Hospodnjoho) ist eine Holzkirche in Jassinja (Ясіня; Rajon Rachiw) in der Oblast Transkarpatien in der Ukraine. Die Kirche gehört zum grenzübergreifenden UNESCO-Welterbe „Holzkirchen der Karpatenregion“ und ist der Auferstehung Jesu Christi geweiht. Sie wird gemeinsam von der griechisch-orthodoxen und der ruthenisch-griechisch-katholischen Gemeinde genutzt.

## Lage und Umfang des Welterbes

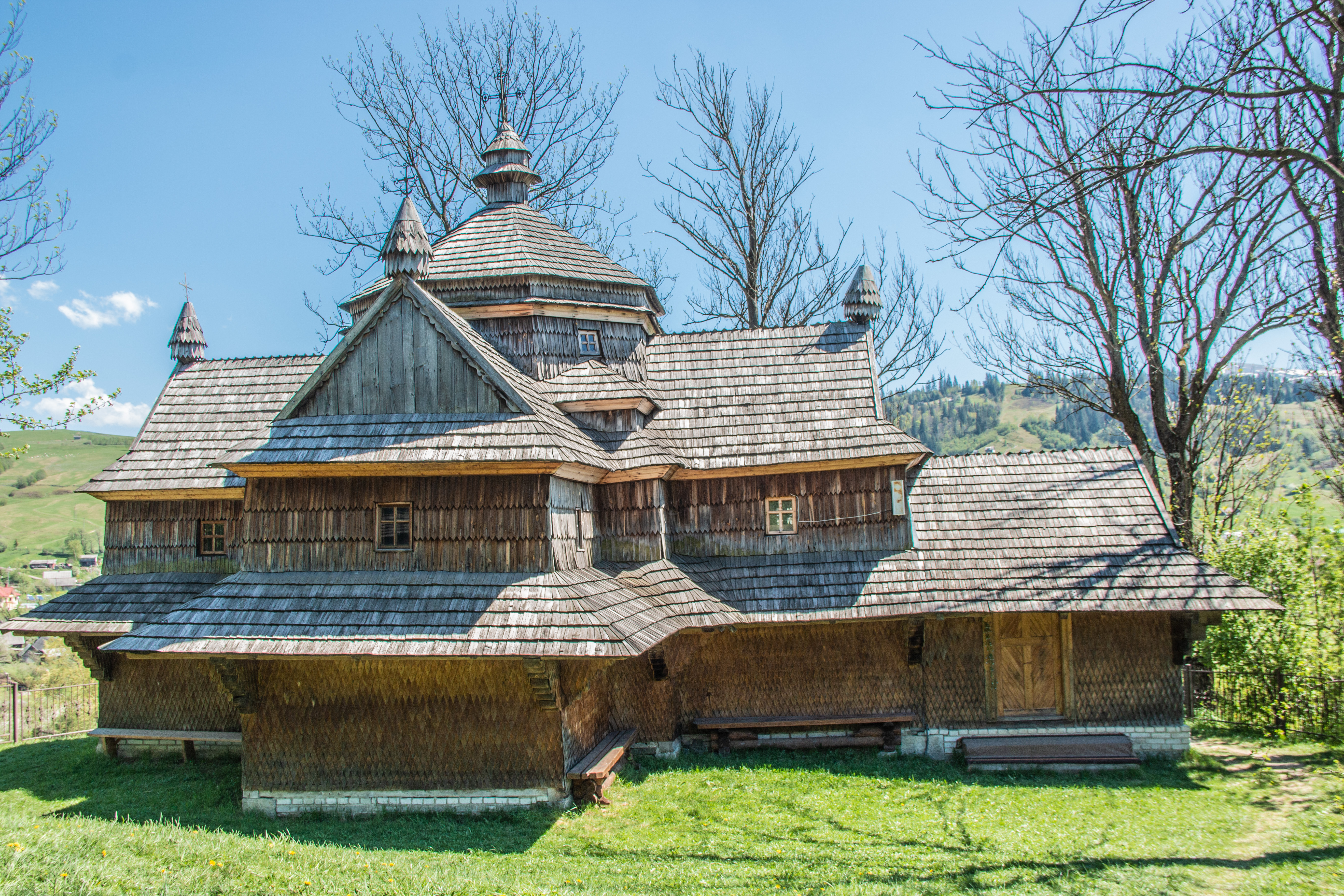
Gesamtansicht der Kirche (2018)

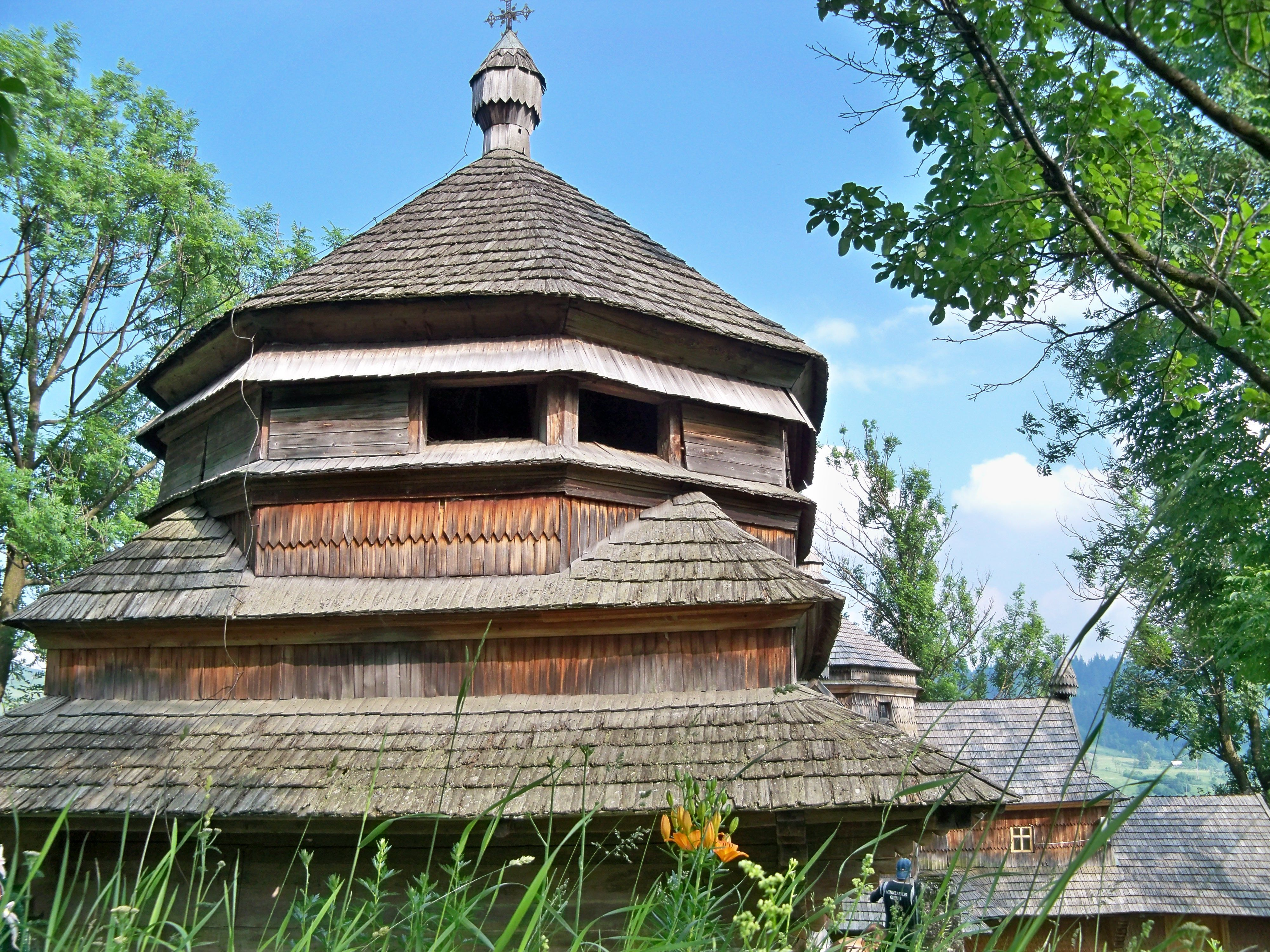
Ansicht des Glockenturms (2013)

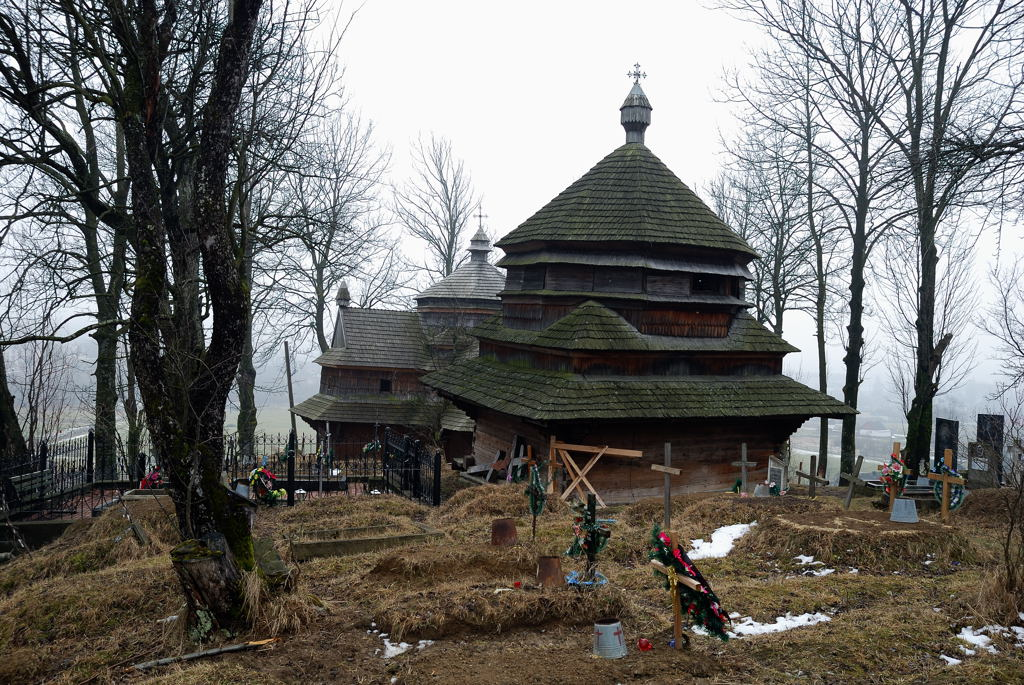
Glockenturm und Friedhof (2010)

Die Kirche liegt auf einer Anhöhe oberhalb des Ortes und der Schwarzen Theiß (Чорна Тиса). Die Anlage umfasst die Kirche und den ebenfalls hölzernen Glockenturm. Nördlich daneben liegt ein kleiner Friedhof.

## Geschichte
Die Region gehörte bis zum Ersten Weltkrieg zu Österreich-Ungarn und war mehrheitlich von Huzulen bewohnt. Nach der Zerschlagung der Huzulenrepublik im Sommer 1919 gehörte Jassinja bis 1939 zur Tschechoslowakei. – Im März 1939 wurden Kirche und Glockenturm auf einer tschechoslowakischen Briefmarke abgebildet. Nach dem Zweiten Weltkrieg kam Jassinja an die Sowjetunion und 1991 an die unabhängige Ukraine.
Die Kirche wurde 1824 errichtet und der Glockenturm stammt aus dem Jahr 1813. Die Ausstattung des Bauwerks stammt zum Teil aus dem 18. Jahrhundert, die Kirchenfahne aus dem folgenden Jahrhundert.
Die Anlage wurde 2010 mit sieben weiteren Holzkirchen in der Ukraine in die Tentativliste des Weltkulturerbes aufgenommen. Die Einschreibung erfolgte am 21. Juni 2013 gemeinsam mit acht weiteren Objekten der Ostkirchen in Polen.

## Ausstattung
Die Kirche gehört zum huzulischen Typus der Holzkirchen, wie die ebenfalls zum Welterbe gehörende Kirche in Nyschnij Werbisch. Sie besteht aus gehauenen Baumstämmen, die horizontal verlegt sind. Beide Bauwerke und die Dächer sind vollständig mit Holzschindeln unterschiedlichen Formats verkleidet oder bedeckt. Die Kirche ist kreuzförmig angelegt und nach Osten orientiert. Die Kuppel erhebt sich über dem zentralen Teil des Kirchenschiffs. Die kleinformatigen Fenster sind relativ hoch eingesetzt. Im Inneren befindet sich eine Ikonostase. Die hölzernen Laternen tragen Kreuze aus Schmiedeeisen.
Der Turm ist ein mächtiges, zweistöckiges Bauwerk über einem quadratischen Grundriss. Die Kuppeln von Kirche und Turm sind achteckig angelegt. Umlaufende Vordächer schützen die Fundamente der beiden Gebäude vor Regen oder Schnee.